# Diplodus cervinus cervinus
Diplodus cervinus cervinus is een ondersoort van de straalvinnige vissen uit de familie van de zeebrasems (Sparidae). De wetenschappelijke naam van de soort is voor het eerst geldig gepubliceerd in 1838 door Lowe.